# Чанади, Имре
Имре Чанади (венг. Csanádi Imre; 10 января 1920, дер. Замоли (ныне медье Фейер, Центрально-Задунайского края, Венгрия) — 23 февраля 1991, Будапешт) — венгерский поэт, прозаик, переводчик, публицист, журналист, редактор.
Лауреат государственной премии Венгрии имени Кошута (1975), литературной премии им. А. Йожефа (1954, 1964, 1973) и премии Т. Дери (1984).

## Биография
В 1940 году поступил в королевскую школу рисования (ныне Венгерский университет изобразительных искусств), но через полгода прекратил учёбу.
С 1941 года участвовал во Второй мировой войне. В 1944 году был взят в плен. Вернулся на родину из СССР только в 1948 году.
Работал журналистом еженедельника «Szabad Föld», в издательстве «Magvető Könyvkiadó», журнале «Szabad Ifjúság».
С 1951 года — редактор литературного издательства «Szépirodalmi Könyvkiadó», с 1955 года — редактор издательства «Magvető Könyvkiadó», в 1976—1980 годах работал главным редактором общественно-политического еженедельника «Tükör» (Новое время).

## Творчество
Первая книга стихов Имре Чанади — «С грузом лет» — вышла в 1953 году.
Автор сборников поэзии, народных песен и баллад, детских стихов, прозы, ряда публицистических статей, переводов. Помимо своей творческой деятельности он также занимался значительными научно-исследовательскими работами.
В СССР его стихи были включены в антологию «Поэзия социалистических стран Европы» («Библиотека всемирной литературы», 1975).
Награждён Орденом Заслуг Венгерской Народной Республики (1980) и премией «Книга года» (1990).

## Избранные произведения
- Esztendők terhével 1936—1953 (1953)
- Röpülj, páva, röpülj (1954)
- Erdei vadak, égi madarak (1956)
- Négy testvér (1956)
- Kis verses állatvilág (1958)
- Ördögök szekerén 1938—1963 (1963)
- Csillagforgó (1966)
- A magyar valóság versei I.-II. (1966)
- Ötven vers (1970)
- Összegyűjtött versek 1936—1974 (1975)
- Kergetőző négy testvér (1975)
- Bástya és bátorság (1976)
- Városom — mostohám (1987)
- Egy hajdani templomra. Válogatott és kiadatlan versek, 1936—1988 (1989)
- Hazátlan (1938)